# ماسیمو مینتی
ماسیمو مینتی (انگلیسی: Massimo Minetti؛ زادهٔ ۱۱ آوریل ۱۹۷۸) بازیکن فوتبال اهل ایتالیا است.
از باشگاه‌هایی که در آن بازی کرده‌است می‌توان به باشگاه فوتبال هلاس ورونا، باشگاه فوتبال آ.ث. میلان، باشگاه فوتبال مسینا، باشگاه فوتبال رجانا، باشگاه فوتبال پیزا، باشگاه فوتبال جنوآ، و باشگاه فوتبال کومو اشاره کرد.